# Jest
Jest – czternasty album studyjny polskiego zespołu rockowego Budka Suflera wydany w roku 2004 z okazji 30-lecia istnienia grupy.
Częściowo płyta została nagrana w studiu The Village w Los Angeles, a w jej nagrywaniu udział wzięli m.in. tacy muzycy, jak Steve Lukather (na gitarze solowej) i Greg Phillinganes z Toto, Marcus Miller (zagrał gościnnie na basie) i Sheila E. (zagrała na instrumentach perkusyjnych).
Na albumie znajdują się 2 utwory wykonane w języku angielskim – „Breathing You” i „Dancing with Ghost” (teksty napisał amerykański pisarz Jonathan Carroll). Album jest bardzo zróżnicowany muzycznie. Są na nim zarówno utwory rockowe, soulowe, ballady z elementami muzyki etnicznej jak i piosenki popowe oraz utwór taneczny „Doganiaj”. Jest mieszanką stylów, w których nagrywała przez 30 lat Budka Suflera.

## Lista utworów
| 1.  | „To moja pieśń” (muz. Romuald Lipko i Krzysztof Cugowski, sł. Bogdan Olewicz[2])              | 5:06    |
|     |                                                                                               |         |
| 2.  | „Taniec cieni” (muz. Romuald Lipko i Krzysztof Cugowski, sł. Tomasz Zeliszewski[2])           | 5:57    |
|     |                                                                                               |         |
| 3.  | „Skazani na ten czas” (muz. Romuald Lipko i Krzysztof Cugowski, sł. Tomasz Zeliszewski[2])    | 4:37    |
|     |                                                                                               |         |
| 4.  | „Śnieżna kula” (muz. Romuald Lipko i Krzysztof Cugowski, sł. Bogdan Olewicz[2])               | 4:48    |
|     |                                                                                               |         |
| 5.  | „Spóźniamy się” (muz. Romuald Lipko i Krzysztof Cugowski, sł. Marek Dutkiewicz[2])            | 5:38    |
|     |                                                                                               |         |
| 6.  | „Niewidziani” (muz. Romuald Lipko i Krzysztof Cugowski, sł. Tomasz Zeliszewski)               | 4:40    |
|     |                                                                                               |         |
| 7.  | „Tajemnicza siła” (muz. Romuald Lipko, sł. Bogdan Olewicz[2])                                 | 5:07    |
|     |                                                                                               |         |
| 8.  | „Nad brzegiem tęczy” (muz. Romuald Lipko i Krzysztof Cugowski, sł. Tomasz Zeliszewski)        | 5:10    |
|     |                                                                                               |         |
| 9.  | „Doganiaj” (muz. Romuald Lipko i Krzysztof Cugowski, sł. Tomasz Zeliszewski)                  | 4:12    |
|     |                                                                                               |         |
| 10. | „Każdy ma swoją tajemnicę” (muz. Romuald Lipko i Krzysztof Cugowski, sł. Marek Dutkiewicz[2]) | 3:42    |
|     |                                                                                               |         |
| 11. | „Wyścig szczurów” (muz. Romuald Lipko i Krzysztof Cugowski, sł. Marek Gaszyński[2])           | 3:23    |
|     |                                                                                               |         |
| 12. | „Trochę słabej woli” (muz. Romuald Lipko i Krzysztof Cugowski, sł. Bogdan Olewicz)            | 3:30    |
|     |                                                                                               |         |
| 13. | „Za duża konkurencja” (muz. Romuald Lipko i Krzysztof Cugowski, sł. Bogdan Olewicz)           | 4:20    |
|     |                                                                                               |         |
| 14. | „Ballada populistyczna” (muz. Romuald Lipko i Krzysztof Cugowski, sł. Adam Sikorski[2])       | 3:50    |
|     |                                                                                               |         |
| 15. | „Breathing you” (muz. Romuald Lipko i Krzysztof Cugowski, sł. Jonathan Carroll[2])            | 4:41    |
|     |                                                                                               |         |
| 16. | „Dancing with Ghosts” (muz. Romuald Lipko i Krzysztof Cugowski, sł. Jonathan Carroll[2])      | 4:37    |
|     |                                                                                               |         |
|     |                                                                                               | 1:13:18 |
|     |                                                                                               |         |

## Skład
- Krzysztof Cugowski – śpiew
- Piotr Kominek – instrumenty klawiszowe, programowanie instrumentów
- Romuald Lipko – instrumenty klawiszowe
- Anna Patynek – instrumenty perkusyjne
- Łukasz Pilch – gitara
- Mirosław Stępień – gitara basowa, programowanie instrumentów
- Tomasz Zeliszewski – perkusja

Dodatkowi muzycy
- Beata Bednarz – wokal wspierający
- Sheila E. – instrumenty perkusyjne
- Patrycja Gola – wokal wspierający
- Steve Lukather – gitara
- Marcus Miller – gitara basowa

## Pozycje na listach
| Lista | Kraj   | Pozycja |
| ----- | ------ | ------- |
| OLiS  | Polska | 2       |